# INSEP
Das Institut National du Sport, de l’Expertise et de la Performance (INSEP; deutsch: Nationales Institut des Sports, der Expertise und der Leistung) ist eine französische Sportförder- und Trainingseinrichtung in Paris.

## Geschichte
Das dem französischen Sportministerium unterstehende INSEP wird wie unter anderem Hochschulen sowie weitere Bildungs- und Forschungseinrichtungen als Établissement Public à Caractère Scientifique, Culturel et Professionnel (deutsch: Anstalt öffentlichen Rechts wissenschaftlicher, kultureller und berufsbildender Prägung) eingestuft. Laut Eigenbeschreibung ist die Einrichtung „ein unverzichtbarer Akteur der Spitzensportpolitik in Frankreich und das führende olympische und paralympische Trainingszentrum des französischen Sports.“
Vorläufer war die militärische Turnschule École Normale Militaire de Gymnastique in Joinville-le-Pont, deren Geschichte bis ins Jahr 1852 zurückreicht. Nach dem Ersten Weltkrieg wurden dort Sportler und Soldaten ausgebildet, die Schule trug fortan den Namen Bataillon de Joinville. Im Juli 1967 wurde das Bataillon mit mehreren militärischen Sporteinrichtungen und Ausbildungsstätten zur militärischen Sportschule École Interarmées des Sports zusammengelegt. 1975 beschlossen die beiden Kammern des französischen Parlaments die Schaffung eines Institut National du Sport et de l’Éducation Physique (deutsch: Nationales Institut des Sports und der Körpererziehung) als Nachfolger des 1945 gegründeten Institut National des Sports (deutsch: Nationales Sportinstitut) und der École Normale Supérieure D’Éducation Physique et Sportive (deutsch: Allgemeinhochschule für Körper- und Sporterziehung). Im November 2009 erfolgte die Umbenennung in Institut National du Sport, de l’Expertise et de la Performance. In der Zeitung Le Parisien wurde das INSEP 2017 als „Fabrik der Meister“ bezeichnet. Im Frühjahr 2017 übernahm der ehemalige Weltklasseringer Ghani Yalouz die Leitung des Instituts. 2021 trat der ehemalige Judo-Weltmeister Fabien Canu dessen Nachfolge als INSEP-Leiter an.

## Leistungsumfang

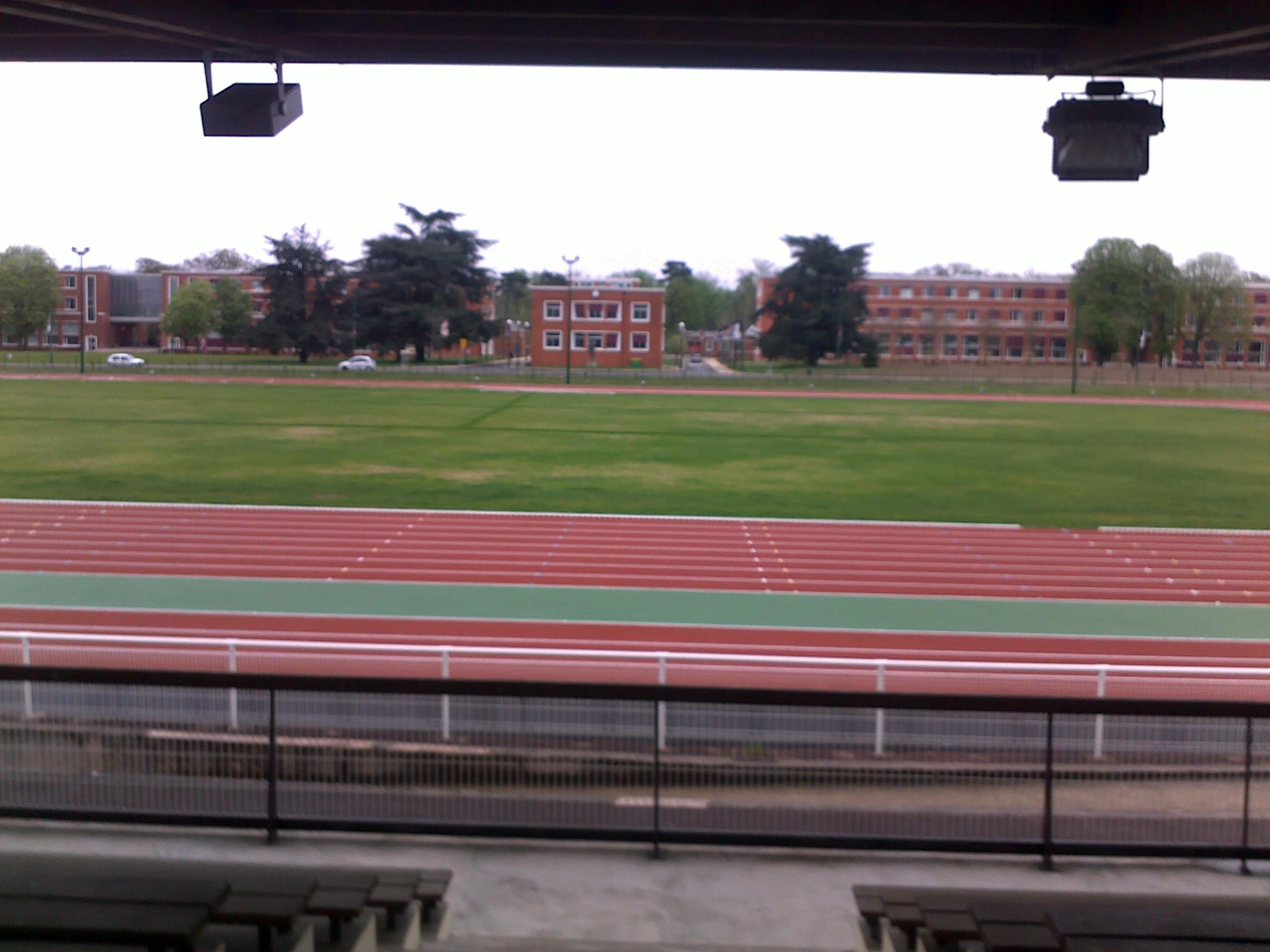
INSEP-Leichtathletikanlage

Das INSEP-Gelände liegt im Pariser Stadtwald Bois de Vincennes und umfasst 28 Hektar. Mit Stand 2019 werden dort 800 Leistungssportler betreut, von denen 355 (davon 130 Minderjährige) auf dem Gelände untergebracht sind. Das INSEP verfügt über einen Haushalt von 40 Millionen Euro (Stand 2017). Neben der sportlichen Betreuung besteht die Möglichkeit der schulischen, hochschulischen und beruflichen Aus- und Weiterbildung. Teils geschieht dies in Zusammenarbeit mit Schulen, Universitäten sowie weiteren Bildungseinrichtungen. Die Angebote sind an die Anforderungen des Spitzensports angepasst. Zudem werden am INSEP in Zusammenarbeit mit Sportverbänden und der Universität Paris-Descartes Führungskräfte für Anstellungen im Leistungssport ausgebildet.
Das INSEP verfügt über auf die Bedürfnisse folgender Sportarten angepasste Sportstätten und -anlagen: Badminton, Basketball, Bogenschießen, Boxen, Fechten, Feldhockey, Fußball, Gewichtheben, Handball, Judo, Leichtathletik, Moderner Fünfkampf, Ringen, Rugby, Schwimmen, Sportgymnastik, Sportschießen, Taekwondo, Tennis, Tischtennis, Volleyball. Darüber hinaus gibt es Räumlichkeiten für das Muskelkraft-, Rehabilitations- und Athletiktraining, Einrichtungen unterschiedlicher medizinischer Fachrichtungen sowie Physiotherapie, eine Mediathek, einen Laden, Tagungs- und Speisesäle.
Zum Leistungssportnetzwerk Grand INSEP (Groß-INSEP) zählen Trainingseinrichtungen für den Spitzensport im gesamten französischen Staatsgebiet, einschließlich der Überseegebiete. Als Zielstellung für diesen Verbund wurde festgelegt, Frankreich dauerhaft unter den fünf besten olympischen und zehn besten paralympischen Nationen zu platzieren.

## Wissenschaftlicher Bereich
Im Juni 2006 wurde am INSEP ein Forschungsinstitut für Biomedizin und Epidemiologie im Sport eingerichtet. Des Weiteren besteht ein Labor für Sport, Expertise und Leistung. Im Rahmen des Réseau National Pour L’Accompagnement Scientifique de la Performance (deutsch: Nationales Netzwerk zur wissenschaftlichen Leistungsbegleitung) werden am INSEP sportwissenschaftliche Veranstaltungen durchgeführt, insbesondere zum Zweck der Ausbildung der Trainerschaft. Mit der wissenschaftlichen Begleitung der Sportler werden folgende Ziele verfolgt: Optimierung der Leistung, Gleichgewicht im Leben des Sportlers, leistungsepidemiologie Begleitung, zeitgemäßes Sportumfeld, Verletzungsvorsorge, Gesundheit des Sportlers und Optimierung des Rückführungsvorgangs nach Verletzungen. Das INSEP arbeitet auf wissenschaftlicher Ebene mit anderen Forschungsstellen im In- und Ausland zusammen und richtet wissenschaftliche Tagungen aus.

## Bekannte ehemalige Schüler (Auswahl)

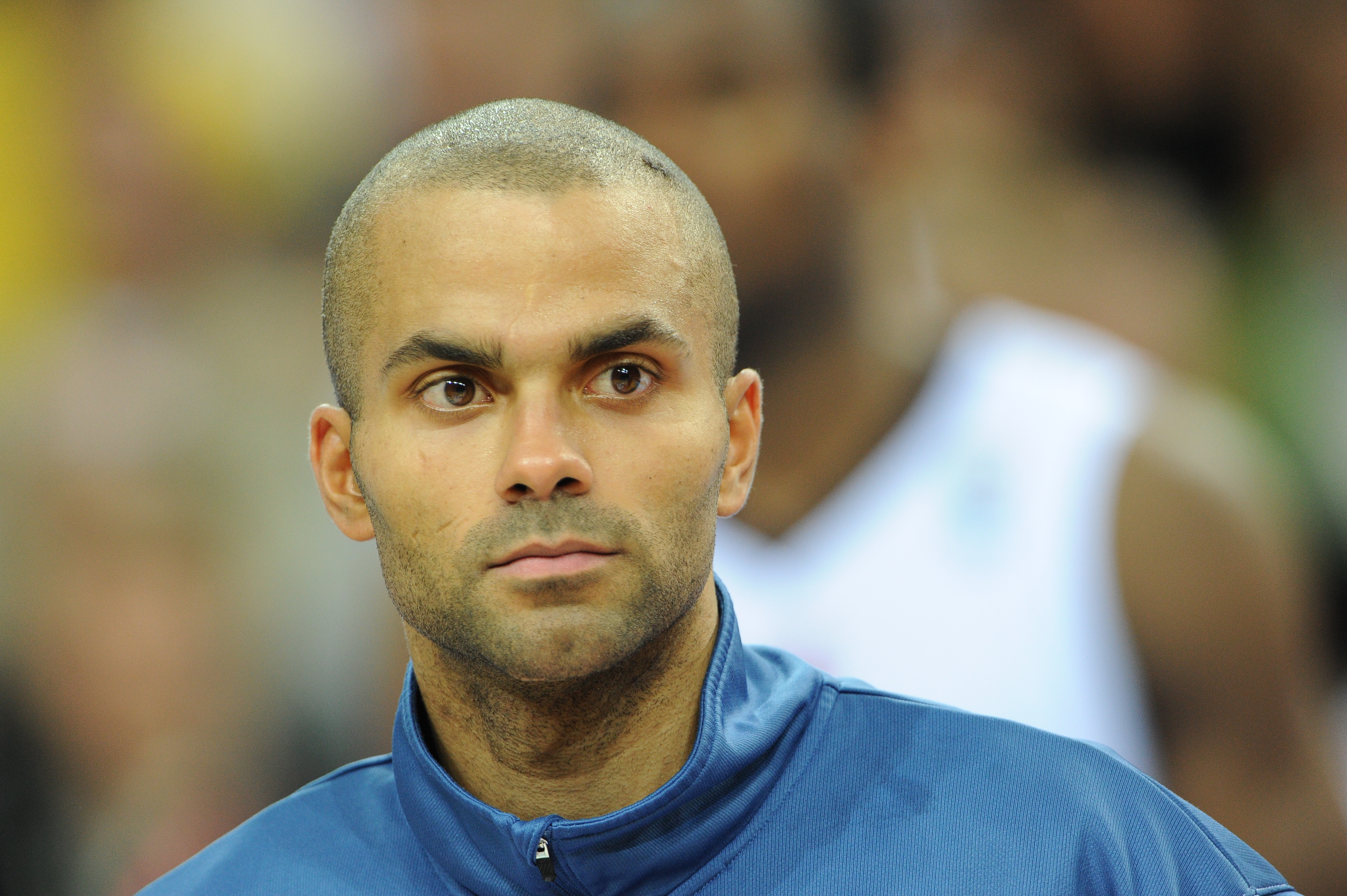
INSEP-Absolvent Tony Parker

### Basketball
- Boris Diaw (* 1982)
- Céline Dumerc (* 1982)
- Evan Fournier (* 1992)
- Sandrine Gruda (* 1987)
- Tony Parker (* 1982)
- Clint Capela (* 1994)

### Boxen
- Brahim Asloum (* 1979)
- Tony Yoka (* 1992)

### Judo
- Teddy Riner (* 1989)

### Kanu/Kajak

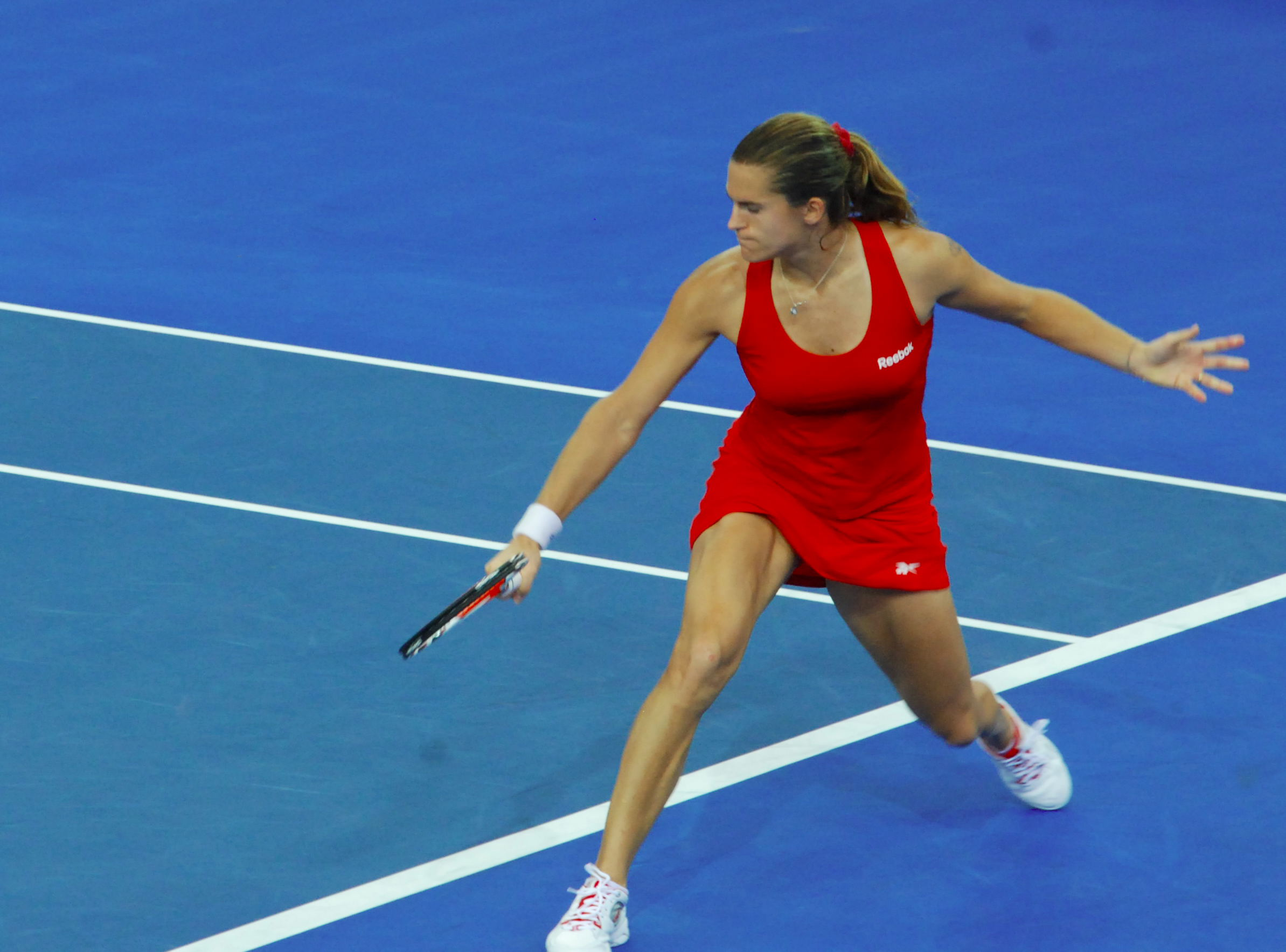
INSEP-Absolventin Amélie Mauresmo

- Tony Estanguet (* 1978)

### Leichtathletik
- Arnaud Assoumani
- Marie José Perec (* 1968)
- Jimmy Vicaut (* 1992)

### Tennis
- Amélie Mauresmo (* 1979)

Quelle: